# Dolores Hitchens
Julia Clara Catherine Maria Dolores Robins Norton Birk Olsen Hitchens (25 de diciembre de 1907 en San Antonio, Texas – 1 de agosto de 1973 en Orange County, California), más conocida como Dolores Hitchens, fue una escritora y novelista estadounidense. También utilizó el pseudónimo de D. B. Olsen, una versión de su primer nombre de casada, y los nombres de Dolan Birkley y Noel Burke.
Escribió la novela Fool's Gold, que sería adaptada por el director Jean-Luc Godard en la película Bande à part de 1964. Su novela The Watcher fue adaptada en un episodio de la serie de televisión Thriller en 1960.

## Publicaciones

### Como Dolores Hitchens
Serie de Jim Sader
1. Sleep with Strangers (Doubleday, 1956)
2. Sleep with Slander (Doubleday CC, 1960)

Dolores y Bert Hitchens
- F.O.B. Murder (Doubleday, 1955)
- One-Way Ticket (Doubleday CC, 1956)
- End of Line (Doubleday CC, 1957)
- The Man Who Followed Women (Doubleday CC, 1959)
- The Grudge (Doubleday, 1963)

Libros
- Stairway to an Empty Room (Doubleday)
- Nets to Catch the Wind (Doubleday CC, 1952)
- Terror Lurks in Darkness (Doubleday CC, 1953)
- Beat Back the Tide (Doubleday CC, 1954)
- Fool's Gold (Doubleday CC, 1958)
- The Watcher (Doubleday, 1959)
- Footsteps in the Night (Doubleday CC, 1961)
- The Abductor (Simon & Schuster, 1962)
- The Bank with the Bamboo Door (Simon & Schuster, 1965)
- The Man Who Cried All the Way Home (Simon & Schuster, 1966)
- Postscript to Nightmare (G. P. Putnam's Sons, 1967)
- A Collection of Strangers (Putnam, 1969)
- The Baxter Letters (Putnam, 1971)
- In a House Unknown (Doubleday CC, 1973)

### Como D. B. Olsen
Misterios de Rachel Murdock
1. Cat Saw Murder (Doubleday, 1939)
2. Alarm of Black Cat (Doubleday, 1942)
3. Catspaw for Murder (Doubleday, 1943)
4. The Cat Wears a Noose (Doubleday, 1944)
5. Cats Don't Smile (Doubleday, 1945)
6. Cats Don't Need Coffins (Doubleday, 1946)
7. Cats Have Tall Shadows (Ziff-Davis Publishing Company, 1948)
8. The Cat Wears a Mask (Doubleday, 1949)
9. Death Wears Cat's Eyes (Doubleday, 1950)
10. Cat and Capricorn (Doubleday, 1951)
11. The Cat Walk (Doubleday, 1953)
12. Death Walks on Cat Feet (Doubleday, 1956)

Serie de Pennyfeather
1. Shroud for the Bride (Doubleday, 1945)
2. Gallows for the Groom (Doubleday, 1947)
3. Devious Design (Doubleday, 1948)
4. Something About Midnight (Doubleday, 1950)
5. Love Me in Death (Doubleday, 1951)
6. Enrollment Cancelled (Doubleday, 1952)

Serie de Stephen Mayhew
1. The Clue in the Clay (1946)
2. Death Cuts a Silhouette (Doubleday, 1939)

### Como Dolan Birkley
- Blue Geranium (Bartholomew House, 1944)
- The Unloved (Doubleday, 1965)

### Como Noel Burke
- Shivering Bough (E. P. Dutton, 1942)